# Акреція (космос)
Акреція (лат. accretio — приріст, збільшення) в астрофізиці — процес падіння речовини на масивне космічне тіло з навколишнього середовища під дією сили тяжіння. Акреція є обов'язковою стадією формування зір, планет та інших небесних тіл.

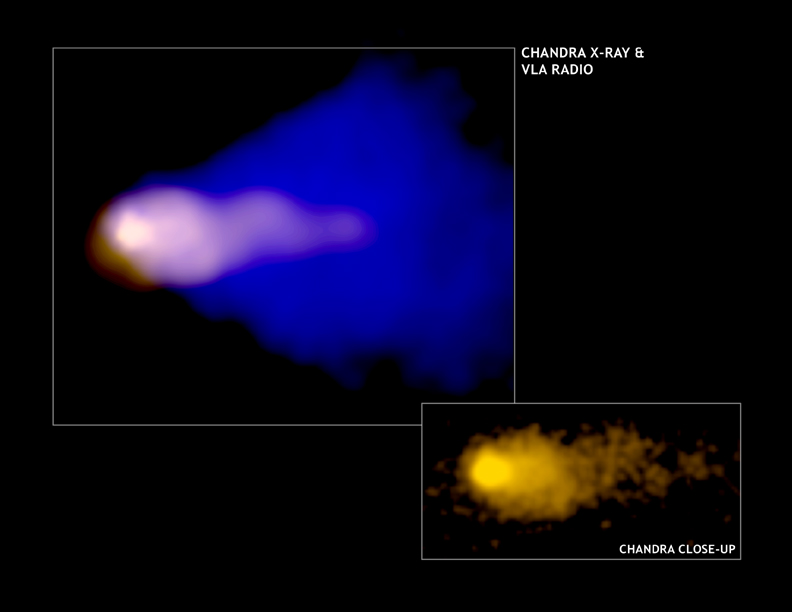
Радіоджерело G359.23-0.82 (Миша): Пульсар PSR J1747-2958, що рухається зі швидкістю ~600 км/с через міжзоряний газ. Видно конус ударної хвилі (радіозображення, синій колір) і хмари плазми, розігріті вторинною ударною хвилею на межі магнітосфери (рентгенівське зображення, жовтий колір)

## Види акреції
Акрецію характеризують режимом течії речовини на центр тяжіння й виділяють чотири типи акреції:
- Сферично-симетрична акреція (акреція Бонді) виникає, коли швидкість масивного тіла щодо навколишнього середовища менша від швидкості звуку й речовина середовища не має моменту обертання.
- Циліндрична акреція (акрекція Бонді—Хойла—Літтлтона) відбувається, коли швидкість масивного тіла щодо середовища перевищує швидкість звуку й речовина середовища не має моменту обертання. Акреція відбувається в конусі, розташованому позаду тіла й обмеженому ударною хвилею.
- У разі акреції речовини, що має певний момент обертання, утворюється акреційний диск.
- Якщо спостерігається й дискова, і квазісферична акреція мова йде про двопотокову акрецію.

Внаслідок акреції гравітаційна енергія рухомої речовини перетворюється на тепло, речовина розігрівається й випромінює електромагнітні хвилі.
Акреція на тіло, яке випромінює (зорю), можлива лише за умови, що світність цього тіла не перевищує деяку критичну межу (межу Едінгтона), за якої гравітаційні сили врівноважуються тиском випромінювання.

## Акреція в магнітному полі
У разі акреції плазми на небесне тіло, що має власне магнітне поле, механізми акреції визначаються магнітогідродинамічною взаємодією плазми з магнітним полем.
Якщо тиск магнітного поля поблизу небесного тіла перевищує газовий тиск плазми, що акреціює, то акреція зупиняється на відстані альвенівського радіусу, тобто на межі магнітосфери й спрямовується на магнітні полюси небесного тіла. Необхідною умовою акреції плазми на магнітні полюси є її потрапляння всередину магнітосфери, що відбувається за рахунок розвитку гідромагнітних нестійкостей типу нестійкості Релея—Тейлора.
Межа магнітосфери (магнітопауза) визначається умовою рівності тисків магнітного поля й плазми, тобто радіус магнітосфери (альвенівский радіус {\displaystyle r_{A}}) визначається співвідношенням[джерело?]:
{\displaystyle {1 \over {8\pi }}B^{2}(r_{A})={1 \over 2}\rho V^{2}(r_{A})}
де В — магнітна індукція небесного тіла, {\displaystyle \rho } і V — відповідно густина й швидкість потоку плазми.

## Акреція в тісних подвійних системах

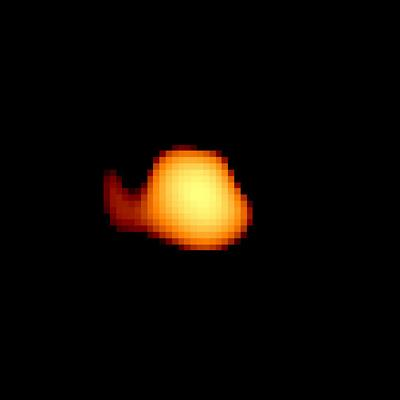
Зображення Міри (омікрон Кита), зроблене космічним телескопом ім. Хаббла в ультрафіолетовому діапазоні. На фотографії видно акреційний «хвіст», що спрямований від основного компонента — червоного гіганта до компаньйона — білого карлика

У випадку подвійних систем акреція істотно асиметрична й може мати істотний вплив на еволюцію як окремих компонент, так і всієї системи. Найінтенсивніша акреція в подвійних системах відбувається тоді, коли в процесі еволюції одна з компонент заповнює свою порожнину Роша, що призводить до перетікання речовини на сусідню зірку через внутрішню точку Лагранжа L1. У цьому процесі речовина, яка перетікає, утворює акреційний диск, існування якого пояснює багато ефектів, що спостерігаються в рентгенівських джерел.

## Астрономічні феномени, викликані акрецією
Найцікавіші явища зумовлює акреція на компактну компоненту подвійної системи, яка проеволюціонувала.
- Нестаціонарна акреція на білі карлики у випадку, якщо його супутником є масивний червоний карлик, призводить до утворення карликових нових (зір типу U Gem (UG) і новоподібних змінних зір.
- Акреція на білі карлики, які мають потужне магнітне поле, спрямовується до магнітних полюсів білого карлика й циклотронний механізм випромінювання акреціюючої плазми в приполярних областях викликає значну поляризацію випромінювання у видимій ділянці спектру (поляри й проміжні поляри).
- Акреція на білі карлики багатої на водень речовини призводить до її накопичення на поверхні білого карлика (який складається переважно з гелію) і розігрівання до температур реакції синтезу гелію, що у випадку розвитку теплової нестійкості призводить до вибуху, який спостерігається як спалах нової зорі.
- Досить тривала та інтенсивна акреція на масивний білий карлик може призвести до перевищення ним межі Чандрасекара й гравітаційного колапсу, що спостерігається як спалах наднової типу Ia .
- Під час акреції на нейтронні зорі, які мають потужне магнітне поле, тиск магнітного поля в магнітосфері нейтронної зорі зрівнюється з тиском потоку плазми й іонізована речовина потрапляє здебільшого на ділянки магнітних полюсів. Коли магнітна вісь не збігається з віссю обертання, то спостерігач може бачити періодичні зміни випромінювання з періодом обертання зорі — рентгенівські пульсари;
- Акреція на нейтронні зорі супроводжуються накопиченням та утворенням на їх поверхні виродженої оболонки, яка багата на водень і гелій, що врешті-решт призводить до вибухового термоядерного синтезу. Такі об'єкти спостерігаються як спалахуючі рентгенівські джерела з періодом від кількох годин до кількох днів.
- Акреція на чорні діри створює надгарячий акреційний диск, що спостерігається як рентгенівське джерело.